# Laruma heterogenea
Laruma heterogenea är en fjärilsart som beskrevs av Walker 1855. Laruma heterogenea ingår i släktet Laruma och familjen snigelspinnare. Inga underarter finns listade i Catalogue of Life.